# Metamicrocotyla macracantha
Metamicrocotyla macracantha är en plattmaskart. Metamicrocotyla macracantha ingår i släktet Metamicrocotyla och familjen Microcotylidae. Inga underarter finns listade i Catalogue of Life.